# Phyllomys kerri
Phyllomys kerri és una espècie de mamífer rosegador de la família de les rates espinoses. És endèmica d'Ubatuba, a l'estat de São Paulo (Brasil). No se sap gaire cosa sobre el seu hàbitat i la seva història natural perquè se la coneix a partir de tres exemplars descoberts a la dècada del 1940. L'entorn natural on viu està fragmentat.
Aquest tàxon fou anomenat en honor del metge estatunidenc John Austin Kerr.